# الجديد (وادي الصفراء)
الجديد قرية من قرى وادي الصفراء، تقع غرب المدينة المنورة بمسافة حوالي 120 كيلو، وتتبع إداريا محافظة بدر والواقعة غرب منطقة المدينة المنورة في السعودية.

## التاريخ
أحد خيوف وادي الصفراء يقع شرق «بدر» ويبعد عنه بحوالي 3 أكيال تقريبآ بإتجاه الشرق ولايزال عامرا بأهله.